# Volxküche

Une Volxküche [fɔlkskyçə] (ou en abrégé une VoKü [fo:ky]), également appelée Bevölkerungsküche (BeVoKü) ou Küche für alle (Küfa), est, dans la scène alternative de gauche en Allemagne, un lieu où des bénévoles préparent des repas de manière récurrente, qui sont vendus au prix coûtant ou à prix libre. Ils sont souvent végétariens ou végétaliens même s'il existe quelques voküs où l'on sert de la viande. Le nom « cuisine du peuple » provient des soupes populaires, des services de charité, même si les Voküs d'aujourd'hui n'ont que peu de rapport avec cela.
La façon d'écrire « volxküche » avec un x au lieu du linguistiquement correct ks donne une connotation antinationaliste au mouvement, car volk ('peuple') a une signification historique particulière en Allemagne, comme dans l'utilisation du mot par le mouvement völkisch. De la même manière, le terme Küche für alle (Küfa, litt. « cuisine pour tous ») est souvent préféré.

## Argument

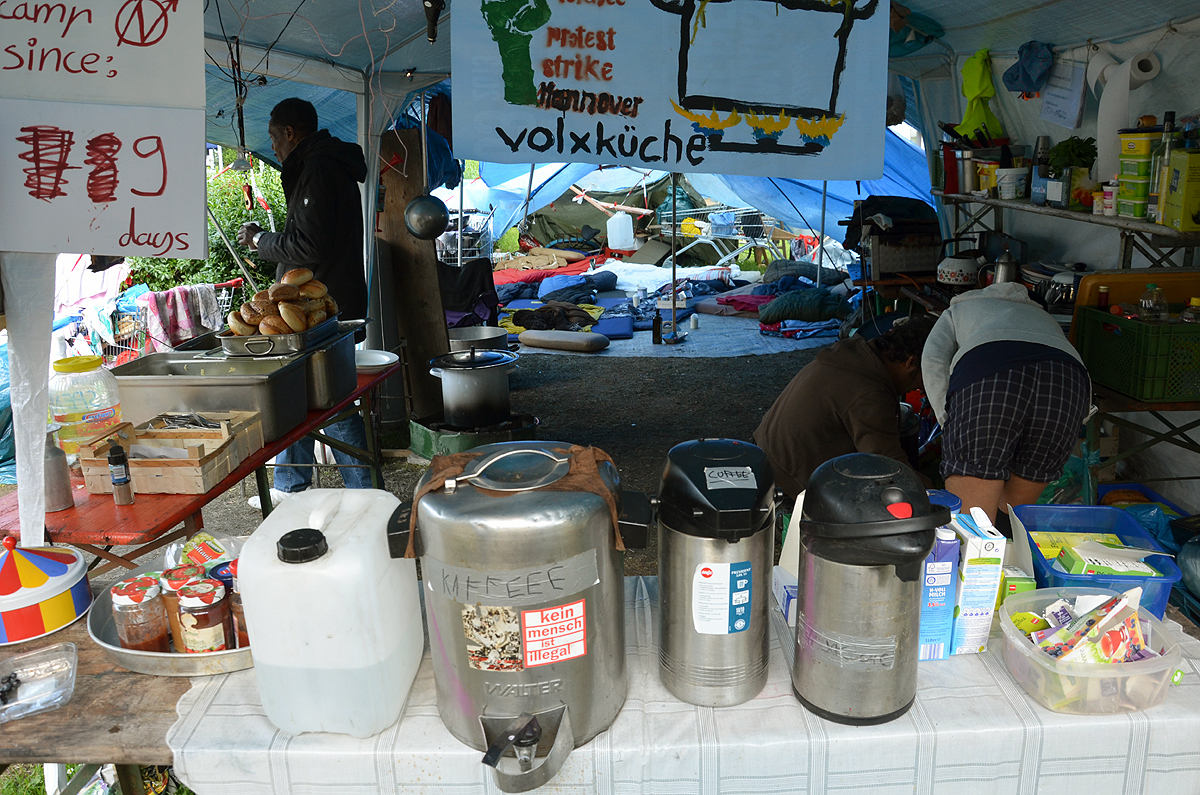
Une vokü en 2014 à Hanovre dans un rassemblement contre l'expulsion de réfugiés soudanais.

Les Volxküchen se trouvent le plus souvent dans des centres autogérés, soit squattés (car la Vokü n'a souvent pas les moyens de payer un loyer), soit propriétaires, comme des centres autonomes ou des bars qui ont souvent une idéologie de gauche voire anarchiste, libertaire, en tous cas freegan. 
Comme dans les soupes populaires, il n'y a qu'un (voire maximum deux) menus pour tout le monde. L'assiettée coûte entre un et deux euros, ou alors est à prix libre (les Voküs se font en général plus de marges avec les boissons). La nourriture est parfois achetée, parfois glanée, parfois reçue d'autres magasins qui donnent leurs invendus.
Les Volxküchen ne sont pas toujours ouverts en grand au public. Ce sont plutôt des endroits qui ne sont pas officiellement des restaurants, mais plutôt des associations ou des collectifs qui préparent à manger pour « leurs membres et leurs amis », attirant de préférence les personnes qui partagent leur style de vie. Il est possible et fréquent si l'on est un habitué, de participer bénévolement à la préparation du repas. On se procure la nourriture soi-même et on se rembourse dans la soirée, ou sur le compte de la Vokü, si la soirée a été à perte.